# Сантос, Франсилеудо дос
Франсилеудо дос Сантос или Франсилеуду душ Сантуш (порт. Francileudo Dos Santos; 20 марта 1979, Зе-Дока, Мараньян) — футболист сборной Туниса. Играет на позиции нападающего. Является гражданином двух стран — Бразилии и Туниса.

## Футбольная биография

### Клубная
Первые шаги в футболе сделал в команде «Сампайо Корреа», которая играла в серии C чемпионата Бразилии.
Был замечен селекционерами бельгийского клуба «Стандард». Провел в клубе 2 года. Выступал, в основном, за «Стандард-U19».
В июле 1998 года на правах свободного агента перешёл в клуб «Этуаль дю Сахель» из Туниса. Был одним из лучших игроков команды.
После окончания контракта с «Этуаль дю Сахель», в 2000 году перешёл в клуб «Сошо», который выступал в Лиге 2 чемпионата Франции по футболу. Сразу же стал игроком основного состава. Клуб выиграл Лигу 2, а Франсилеудо стал лучшим бомбардиром чемпионата с результатом в 21 забитый гол.
В своем первом сезоне в высшей лиге чемпионата Франции провёл 22 игры, забил один гол. Первую игру в высшей лиге провёл 27 октября 2001 года против «Нанта», встреча закончилась поражением 0:1. В сезоне 2001/02 клуб «Сошо» занял итоговое 8-е место, получив право выступить в Кубке Интертото.
Следующий сезон 2002/03 клуб провёл лучше, заняв 5-е место. Дос Сантос выходил на поле в 31-й игре, забил 8 голов.
В сезоне 2003/04 клуб выступал в Кубке УЕФА. «Сошо» уступил в 1/16 финала миланскому «Интернационале». Франсилеудо играл в 4 матчах, забив 3 гола. В чемпионате Франции сезона 2003/04 клуб вновь занял 5-е место, дос Сантос с 14 голами в 29 играх занял 8-е место в таблице бомбардиров чемпионата.
Сезон 2004/05 получился для команды не очень удачным. Команда заняла 10-е место. Футболист выходил на поле в 31-й игре, забил 9 голов. В Кубке УЕФА «Сошо» уступил в 1/16 финала пирейскому «Олимпиакосу». Франсилеудо играл в 6 матчах, забив 1 гол.
В июле 2005 года за 2,88 миллиона фунтов стерлингов был продан в команду «Тулуза». Первый матч за команду в сезоне 2005/06 провёл 30 июля 2005 года против «Сошо». Клуб «Тулуза» победил на выезде 1:0. Единственный мяч на 16-й минуте забил дос Сантос. Всего в том чемпионате футболист за клуб сыграл в 23 матчах, забив 5 голов. Клуб занял итоговое 16-е место в чемпионате.
Первая половина сезона 2006/07 для игрока сложилась неудачно. Летом 2006 года он травмировался. Восстановление затянулось и он перестал попадать в основной состав. Он играл всего в 4 матчах. В январе 2007 года на полгода был отдан в аренду в швейцарский клуб «Цюрих». Проведя 8 игр и забив 4 гола, помог «Цюриху» занять первое место в чемпионате. В июле 2007 года вернулся в расположение «Тулузы».
Сезон 2007/08 провёл преимущественно в клубе «Тулуза-B». За основную команду играл только в трёх играх чемпионата и двух играх Кубка УЕФА. Самую лучшую игру провёл 19 декабря 2007 года против московского «Спартака». Французы победили 2:1, оба гола забил дос Сантос. Впрочем, эта была единственная победа клуба в групповом этапе.
По завершении контракта с «Тулузой», игрок, на правах свободного агента, вернулся в «Сошо». В первом круге чемпионата Франции 2008/09 постоянно выходил в основном составе. Из-за низкой результативности во втором круге выходил преимущественно на замену во втором тайме. Летом 2009 года получил статус свободного агента.
26 января 2010 года заключил контракт с клубом «Истр», выступающим в Лиге 2 французского чемпионата. 29 января 2010 года провёл первую игру за клуб, выйдя на замену в победном для «Истра» матче против «Нанта». Уже в следующем туре забил свой первый гол за команду — на 90-й минуте поразил ворота «Дижона», установив окончательный счёт 1:1. Всего в сезоне футболист 4 раза начинал игру в основном составе и 7 раз выходил на замену. Сезон клуб закончил на 17-м месте, которое позволило остаться в Лиге 2.
Летом 2010 года Франсилеудо дос Сантос на правах свободного агента вернулся в «Этуаль дю Сахель». В составе клуба стал серебряным призёром чемпионата.

### Сборная Туниса
Родившись в Бразилии, дос Сантос всегда хотел играть за бразильскую сборную. Поэтому он отказался от предложения, сделанного в 2000 году Федерацией Футбола Туниса играть за сборную страны. В 2004 году, не дождавшись приглашения в сборную Бразилии, принял гражданство Туниса. Является одним из ведущих игроков сборной. Первый матч за сборную сыграл 17 января 2004 года против команды Бенина.
Благодаря его блестящей игре в атаке, сборная впервые за всю свою историю выиграла Кубок африканских наций 2004 года. На стадии группового турнира он забил победный гол в ворота Руанды (встреча закончилась со счетом 2:1), и, забив 2 гола из 3 сборной ДР Конго, помог Тунису занять первое место в группе. 14 февраля 2004 года голы дос Сантоса и Жазири в ворота марокканцев, принесли сборной первый серьёзный титул. С 4 забитыми голами дос Сантос разделил титул лучшего бомбардира с Мбома, Кануте и Джей-Джей Окоча.
В 2005 году в составе сборной был участником Кубка конфедераций. На турнире забил 2 гола в ворота сборной Австралии, обеспечив тунисцам победу в матче со счетом 2:0. Но проиграв 0:3 сборной Германии и 1:2 сборной Аргентины, тунисцы выбыли из соревнований.
В 2006 году сборной Туниса предстояло защищать титул обладателя Кубка африканских наций. На стадии группового турнира, тунисцы обыграли 4:1 сборную Замбии (на счету дос Сантоса хет-трик), затем 2:0 сборную ЮАР (дос Сантос забил первый гол). Обеспечив себе участие в следующем раунде, тунисцы проиграли 0:3 сборной Гвинеи. В четвертьфинале сборная Туниса играла против команды Нигерии. Основное и добавочное время закончилось со счетом 1:1. По пенальти 6:5 выиграли нигерийцы.
В июле 2006 года в рамках подготовки сборной к участию в финальной стадии Чемпионата мира, сборная играла против немецкой сборной баварских любителей. В той игре дос Сантос получил травму голени и не смог играть в стартовых матчах своей сборной на чемпионате мира.. В итоге, футболист вышел на замену только в одном матче чемпионата против сборной Украины. Дос Сантос сыграл только 11 минут.
На Кубке африканских наций 2008 года сборная Туниса уверенно вышла из группы с первого места, обыграв 3:1 сборную ЮАР (2 гола забил дос Сантос) и сыграв вничью со сборными Сенегала и Анголы. В четвертьфинале тунисцы в добавочное время уступили камерунцам со счетом 2:3.

## Достижения

### Командные
- Обладатель Кубка КАФ 1999 года
- Победитель французской Дивизиона 2 2000/01
- Обладатель Кубка французской лиги по футболу 2004 года
- Обладатель Кубка африканских наций 2004 года
- Чемпион Швейцарии в сезоне 2006/07
- Серебряный призёр чемпионата Туниса 2010/11

### Личные
- Лучший игрок Лиги 2 по версии издания "France Football " в 2000 году
- Лучший бомбардир Лиги 2 в 2001 году